# Proteína fluorescente vermelha

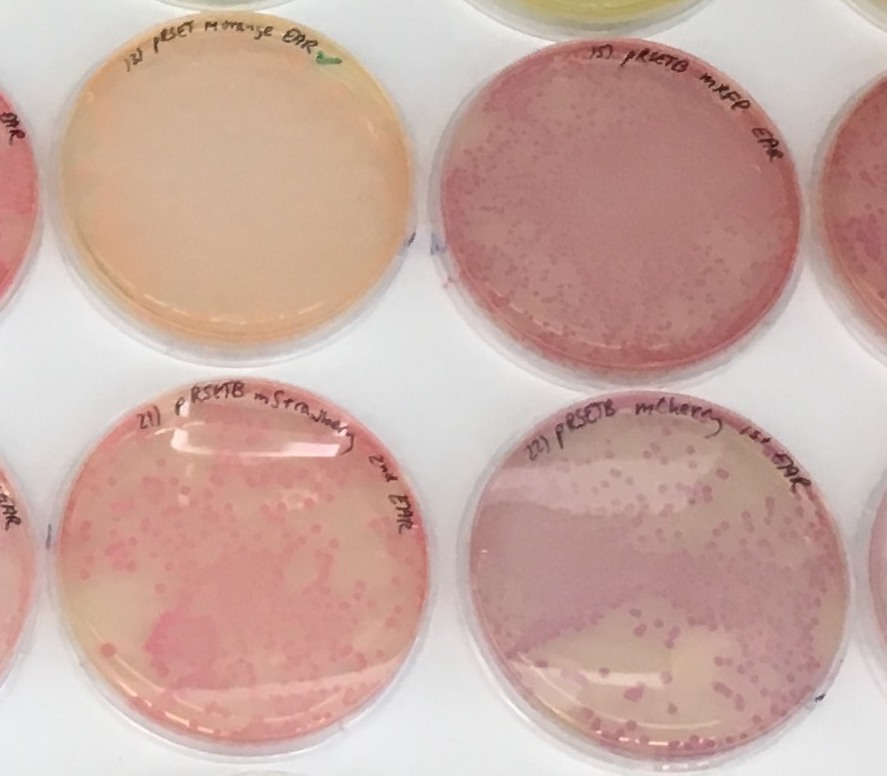
Bactérias da espécie Escherichia coli expressando diferentes tipos de proteínas fluorescentes vermelhas.

Proteína fluorescente vermelha (do inglês Red Fluorescent Protein, RFP) é um fluoróforo que apresenta fluorescências laranja-vermelha quando excitado. Várias variantes foram desenvolvidas usando mutagênese dirigida. O original foi isolado de Discosoma e denominado DsRed. Outros estão agora disponíveis com fluorescência em laranja, vermelho e vermelho extremo.

RFP é de aproximadamente 25,9 kDa. O máximo de excitação é 558 nm, e a emissão máxima é 583 nm.

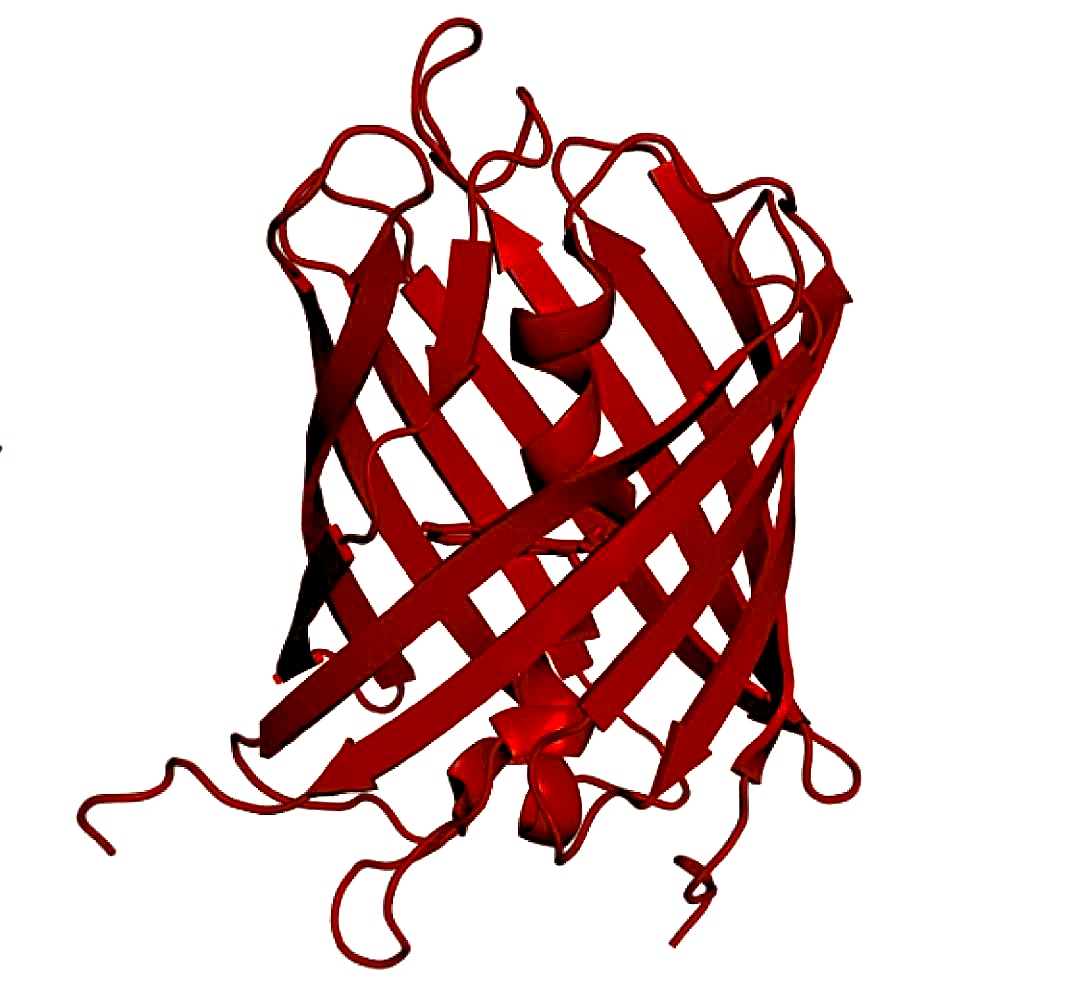
Diagrama da DsRed

A primeira proteína fluorescente a ser descoberta, a proteína fluorescente verde (GFP), foi adaptada para identificar e desenvolver marcadores fluorescentes em outras cores. Variantes como a proteína fluorescente amarela (YFP) e a proteína fluorescente ciano (CFP) foram descobertas em Anthozoa.
Problemas com proteínas fluorescentes incluem o período de tempo entre a síntese de proteínas e a expressão de fluorescência. O DsRed tem um tempo de maturação em torno de 24 horas, que pode torná-lo inutilizável para muitos experimentos que ocorrem em um período de tempo mais curto. Além disso, o DsRed existe em uma forma tetramérica, o que pode afetar a função das proteínas às quais está ligado. A engenharia genética melhorou a utilidade do RFP, aumentando a velocidade de desenvolvimento fluorescente e criando variantes monoméricas.
DsRed demonstrou ser mais adequado para abordagens de imagens ópticas do que EGFP .